# Evolavia
Evolavia, es una compañía aérea de bajo costo con base en Ancona (Italia), y opera rutas hacia a España, Rusia y Francia. Su nombre en italiano es vola del e vía significa el y la mosca ausente. Ha estado funcionando fuera del aeropuerto de Ancona desde el centro de 2002 como línea aérea virtual del bajo-precio, IE que subcontrata otras líneas aéreas para volar sus rutas.

## Destinos
España
- Barcelona - Aeropuerto de Barcelona

 Francia
- París - Aeropuerto de París-Charles de Gaulle

 Italia
- Ancona - Aeropuerto de Ancona

 Rusia
- Moscú - Aeropuerto de Moscú-Domodedovo

## Flota
En 2003, los servicios de Barcelona fueron ofrecidos a través Spanair. Los vuelos de París a través Airpost de Europa en Boeing 737 y vuelos de Moscú en KrasAir en un Tupolev Tu-204.